# Пхочхон
Пхочхон (кор. 포천시, 抱 川 市, Pocheon-si) — місто в провінції Кьонгі, Південна Корея.

## Історія
За часів династії Когурьо на території Пхочхона був повіт Махоль (Махольгун). Після того, як держава Сілла захопила ці землі, Махоль змінив назву на Кьонсон (Кьонсонгун). В епоху Об'єднаного Сілла, в 941 році, Пхочхон отримав сучасну назву, проте вже в 995 році повіт Пхочхон увійшов до складу сусіднього повіту Янджу. В епоху династії Чосон Пхочхон з'явився на карті, маючи статус «хьон». Статус міста було отримано Пхочхоном 2003 року.

## Географія
Місто розташоване на півночі Південної Кореї, на кордоні з КНДР. На півдні межує з містом Нам'янджу, на заході – з Янджу, Тондучхоном та Йончхоном, на сході – з Капхеном. Північний кордон міста утворює кордон між Північною та Південною Кореєю. Місцевість переважно гориста, багата на гідроресурси.
Клімат Пхочхона, як і клімат усього Корейського півострова, мусонний. Літо тепле та вологе, зима відносно прохолодна та суха. Середньорічна температура - 10,2 ℃.

## Туризм та пам'ятки
Буддійський храм Хінненса періоду Сілла. Розташований горі Пегунсан на висоті 904 метрів над рівнем моря.
Буддійський храм Чаїнса. Розташований на горі Менсонсан, був заснований ченцем Хебоном. Основна пам'ятка храму - велика кам'яна скульптура Будди.
Руїни стародавньої фортеці Панволь. Панволь був військовою фортецею починаючи з епохи Трьох держав, проте в епоху династії Чосон був покинутий. Існують письмові свідчення того, що Панволь був одним із стратегічних пунктів армії Кун Є, засновника давньокорейської держави Тхебон. Загальна довжина кам'яної фортечної стіни - 1080 метрів.
Безліч гірських туристичних маршрутів — Пхочхон це один із центрів гірського туризму країни.
Озеро Санджонхо - мальовниче озеро, розташоване в гірській долині. Декілька водоспадів. Щорічно приваблює до 700 тис. туристів з усієї країни. У березні 1977 року озеро набуло статусу національної туристичної зони.
Сірчані гарячі джерела в районі Ільдон - в даний час тут розташований спа-курорт.
Пхочхонський деревний розплідник — тут зростає 2844 види рослин, включаючи 1660 видів дерев та 1184 види трав. При розпліднику працює музей, де зібрано понад 28 тис. експонатів місцевої флори, і навіть зоопарк. 
Пхочхонський фестиваль женьшеню. Женьшень вирощується в Пхочхоні з часів династії Корьо, зараз Пхочхон є одним із центрів женьшеню в країні. Фестиваль проводиться щороку другої суботи жовтня. У програмі - виступи музичних колективів, ярмарок.

## Міста-побратими
Пхочхон має кілька міст-побратимів.
 Хокуто, префектура Яманасі, Японія - з 2003 року.
 Хуайбей, провінція Аньхой, Китай.
 Коканд, Ферганська область, Узбекистан - з 2018

## Символи
Як й інші міста та повіти країни, Пхочхон має низку символов:
Дерево: сосна - символізує довголіття та єднання городян.
Квітка: хризантема - обрана символом, оскільки на території Пхочхона вперше був виявлений вид хризантем Chrysanthemum zawadskii.
Птах: мандаринова качка символізує гармонію в шлюбі.
Маскоти: мудреці та філософи Осон і Ханим.